# Potěhy
Potěhy är en ort i Tjeckien.   Den ligger i regionen Mellersta Böhmen, i den centrala delen av landet, 80 km öster om huvudstaden Prag. Potěhy ligger 299 meter över havet och antalet invånare är 641.
Terrängen runt Potěhy är lite kuperad, och sluttar norrut.Runt Potěhy är det ganska tätbefolkat, med 62 invånare per kvadratkilometer. Närmaste större samhälle är Čáslav, 5,1 km norr om Potěhy. Trakten runt Potěhy består till största delen av jordbruksmark.